# Alberto Barrera Tyszka
Alberto José Barrera Tyszka (Caracas, 18 febbraio 1960) è uno scrittore, poeta e sceneggiatore venezuelano.

## Biografia
Nato nel 1960 a Caracas, si è laureato in letteratura all'Università Centrale del Venezuela, ateneo nel quale è docente di giornalismo.
A partire dal suo esordio nel 1990 con la raccolta di racconti Edición de lujo, ha pubblicato 4 romanzi, altrettante collezioni di poesie e tre di storie brevi oltre ad opere di saggistica tra le quali una biografia di Hugo Chávez.
Tra i riconoscimenti ottenuti si ricordano il Premio Herralde del 2006 per il romanzo La malattia e il Premio Tusquets de Novela del 2015 per Patria o muerte.
Giornalista professionista, è colonnista del periodico venezuelano El Nacional e collaboratore della rivista messicana Letras Libres e del quotidiano statunitense New York Times.

## Opere principali

### Romanzi
- También el corazón es un descuido (2001)
- La malattia (La enfermedad, 2006), Torino, Einaudi, 2012 traduzione di Paola Tomasinelli ISBN 978-88-06-19407-9.
- Rating (2011)
- Patria o muerte (2015)

### Racconti
- Edición de lujo (1990)
- Perros (2006)
- Crímenes (2009).

### Poesia
- Amor que por demás (1985)
- Coyote de ventanas (1993)
- Tal vez el frío (2000)
- La inquietud (2013)

### Saggi
- Hugo Chávez, il nuovo Bolívar?: Una biografia con Cristina Marcano (Hugo Chávez sin uniforme: una historia personal, 2005), Milano, Baldini Castoldi Dalai, 2007 traduzione di Claudio Fiorentino e Giancarlo Buzzi ISBN 978-88-6073-029-9.
- Alta Traición (2008)
- Un país a la semana (2013)

## Filmografia

### Sceneggiatore

#### Serie TV
- Carmen querida – serie TV, 166 episodi (1990)

- Anabel – serie TV, episodi 1x1 (1990)
- Lasciati amare (Déjate querer) – serie TV, 200 episodi (1993)
- Nada personal – serie TV, 120 episodi (1996)
- Demasiado corazón – serie TV, 169 episodi (1997)
- Enséñame a querer – serie TV, 198 episodi (1998)
- La calle de las novias – serie TV, 125 episodi (2000)
- Por tí – serie TV, 133 episodi (2002)
- Agua y aceite – serie TV, 68 episodi (2002)
- Un nuevo amor – serie TV, 85 episodi (2003)
- Se solicita príncipe azul – serie TV, 138 episodi (2005-2006)
- Aunque mal paguen (2007)
- Los misterios del amor – serie TV, 113 episodi (2009)
- El Árbol de Gabriel – serie TV, 171 episodi (2011)
- Nada Personal – serie TV, 60 episodi (2017)

### Regista

#### Serie TV
- Secretos de familia – serie TV, 105 episodi (2013)

## Alcuni riconoscimenti
- Premio Herralde: 2006 con La malattia
- Premio Tusquets de Novela: 2015 con Patria o muerte